# Cichlasoma ornatum
Cichlasoma ornatum är en fiskart som beskrevs av Regan, 1905. Cichlasoma ornatum ingår i släktet Cichlasoma och familjen Cichlidae. Inga underarter finns listade i Catalogue of Life.